# Liste der Straßennamen von Eisenberg (Allgäu)
Die Liste der Eisenberger Straßennamen führt die Straßennamen aller Ortsteile von Eisenberg (Allgäu) auf und erklärt ihre Herkunft.
| Straßenname              | Ortsteil    | Herkunft des Namens                                                                      |
| ------------------------ | ----------- | ---------------------------------------------------------------------------------------- |
| Am Kreuzacker            | Eisenberg   | alter Flurname, Standort eines Flurkreuzes                                               |
| Am Melbacker             | Zell        | alter Flurname, von Mehlbeere (Sorbus aria L.)                                           |
| Am Schmiedebach          | Eisenberg   | benannt nach einem Bach, der an der ehemaligen Schmiede vorbeifließt                     |
| Am Steinacker            | Eisenberg   | alter Flurname, von einem Acker mit vielen Steinen                                       |
| An der Leite             | Eisenberg   | alter Flurname für ein Gelände an einem Berghang                                         |
| Angerweg                 | Zell        | alter Flurname, bedeutet „eingehegter Grasplatz“                                         |
| Bgm.-Anton-Linder-Straße | Osterreuten | benannt nach Bürgermeister (1972–1996) Anton Linder                                      |
| Birkenweg                | Eisenberg   | benannt nach Birken (Betula), die hier wachsen                                           |
| Breitewiesweg            | Zell        | alter Flurname, von einem großen Flurstück, das ehemals der Herrschaft Eisenberg gehörte |
| Burgweg                  | Zell        | führt zu den beiden Burgruinen oberhalb der Ortschaft                                    |
| Dolder Straße            | Speiden     | führt zum Ortsteil Unterdolden                                                           |
| Dorfstraße               | Zell        | verläuft durch den Ortsteil Zell                                                         |
| Drachenkopfweg           | Eisenberg   | benannt nach einer Anhöhe, die diesen Namen trägt                                        |
| Im Grund                 | Eisenberg   | alter Flurname für die tiefste Stelle einer (Klein-)Landschaft                           |
| Im Gschwend              | Eisenberg   | alter Flurname für eine Stelle, wo ehemals der Wald gerodet wurde                        |
| Im Hofgarten             | Zell        | alter Flurname                                                                           |
| Im Ösch                  | Eisenberg   | alter Flurname für das Saatfeld eines Ortes                                              |
| Kirchplatz               | Speiden     | umgibt die Wallfahrtskirche Maria Hilf                                                   |
| Kirchweg                 | Zell        | führt an der Pfarrkirche St. Moritz vorbei                                               |
| Mariahilfer Straße       | Speiden     | führt zur Wallfahrtskirche Maria Hilf                                                    |
| Pröbstener Straße        | Eisenberg   | benannt nach dem ehemaligen Namen eines Ortsteils von Eisenberg                          |
| Schloßbergweg            | Eisenberg   | führt zu der Anhöhe, auf der die Burg Eisenberg und Hohenfreyberg stehen                 |
| Schulweg                 | Zell        | benannt nach der ehemaligen Volksschule in Zell, die hier stand                          |
| Speidener Straße         | Eisenberg   | führt zum Ortsteil Speiden                                                               |
| Zeller Straße            | Zell        | Name der Kreisstraße OAL 2 im Bereich des Ortsteils Zell                                 |